# Фахбах
Фахбах (нім. Fachbach) — громада в Німеччині, розташована в землі Рейнланд-Пфальц. Входить до складу району Рейн-Лан. Складова частина об'єднання громад Бад-Емс.
Площа — 2,23 км2. Населення становить 1240 ос. (станом на 31 грудня 2020).